# Torneo Súper 8 2013
El Torneo Súper 8 del 2013 fue la novena edición del mismo desde su creación en el 2005. Se disputó desde el 18 al 21 de diciembre de ese mismo año en el Polideportivo Municipal Gustavo Torito Rodríguez de la ciudad de San Martín, en Mendoza.
El ganador de la competencia tiene un cupo para la Liga Sudamericana de Clubes 2014 siempre en cuanto no logre clasificarse mediante la Liga Nacional a otra competencia.
En la final, se enfrentaron Peñarol y Quimsa, ganando el milrayitas por seis puntos, y obteniendo así su duodécimo título, cuarto en esta competencia.

## Clasificados
Tras la conclusión de la primera fase de la Liga Nacional se conocieron a los siete clasificados, los mejores tres de cada zona y el mejor cuarto.
Además, la organización dio a conocer el 26 de noviembre al equipo invitado, que fue el Quimsa, ubicado como cuarto en la Zona Norte.
| Zona norte          | Zona norte | Zona norte | Zona norte | Zona norte |
| Equipo              | PJ         | PG         | PP         | Pts        |
| ------------------- | ---------- | ---------- | ---------- | ---------- |
| Regatas Corrientes  | 14         | 12         | 2          | 26         |
| Atenas              | 14         | 9          | 5          | 23         |
| Libertad (S)        | 14         | 8          | 6          | 22         |
| Quimsa              | 14         | 7          | 7          | 21         |
| Estudiantes (C)     | 14         | 6          | 8          | 20         |
| Sionista            | 14         | 6          | 8          | 20         |
| La Unión de Formosa | 14         | 5          | 9          | 19         |
| Ciclista Olímpico   | 14         | 3          | 11         | 17         |

| Zona sur          | Zona sur | Zona sur | Zona sur | Zona sur |
| Equipo            | PJ       | PG       | PP       | Pts      |
| ----------------- | -------- | -------- | -------- | -------- |
| Gimnasia Indalo   | 14       | 11       | 3        | 25       |
| Peñarol           | 14       | 9        | 5        | 23       |
| Quilmes           | 14       | 8        | 6        | 22       |
| Obras Sanitarias  | 14       | 8        | 6        | 22       |
| Boca Juniors      | 14       | 7        | 7        | 21       |
| Argentino (Junín) | 14       | 6        | 8        | 20       |
| Weber Bahía       | 14       | 4        | 10       | 18       |
| Lanús             | 14       | 3        | 11       | 17       |

|  |                                                           |
|  | Clasificados por tener mejor récord.                      |
|  | Clasificado al Super 8 por invitación de la organización. |

## Desarrollo del torneo
El desarrollo del torneo se dio a conocer el 3 de diciembre mediante la página web oficial de la LNB.
|  | Cuartos de final     | Cuartos de final     |         |                    | Semifinales     | Semifinales     |  |        | Final           | Final           |  |
|  | 18 y 19 de diciembre | 18 y 19 de diciembre |         |                    | 20 de diciembre | 20 de diciembre |  |        | 21 de diciembre | 21 de diciembre |  |
|  |                      |                      |         |                    |                 |                 |  |        |                 |                 |  |
|  |                      |                      |         |                    |                 |                 |  |        |                 |                 |  |
|  | Gimnasia Indalo      | 61                   |         |                    |                 |                 |  |        |                 |                 |  |
|  | Gimnasia Indalo      | 61                   |         |                    |                 |                 |  |        |                 |                 |  |
|  | Quimsa               | 76                   |         |                    |                 |                 |  |        |                 |                 |  |
|  | Quimsa               | 76                   |         | Quimsa             | 92              |                 |  |        |                 |                 |  |
|  |                      |                      |         | Quimsa             | 92              |                 |  |        |                 |                 |  |
|  |                      |                      | Atenas  | 84                 |                 |                 |  |        |                 |                 |  |
|  | Atenas               | 91                   | Atenas  | 84                 |                 |                 |  |        |                 |                 |  |
|  | Atenas               | 91                   |         |                    |                 |                 |  |        |                 |                 |  |
|  | Quilmes              | 74                   |         |                    |                 |                 |  |        |                 |                 |  |
|  | Quilmes              | 74                   |         |                    |                 |                 |  | Quimsa | 76              |                 |  |
|  |                      |                      |         |                    |                 |                 |  | Quimsa | 76              |                 |  |
|  |                      |                      | Peñarol | 82                 |                 |                 |  |        |                 |                 |  |
|  | Regatas Corrientes   | 82                   | Peñarol | 82                 |                 |                 |  |        |                 |                 |  |
|  | Regatas Corrientes   | 82                   |         |                    |                 |                 |  |        |                 |                 |  |
|  | Obras Sanitarias     | 57                   |         |                    |                 |                 |  |        |                 |                 |  |
|  | Obras Sanitarias     | 57                   |         | Regatas Corrientes | 89              |                 |  |        |                 |                 |  |
|  |                      |                      |         | Regatas Corrientes | 89              |                 |  |        |                 |                 |  |
|  |                      |                      | Peñarol | 96                 |                 |                 |  |        |                 |                 |  |
|  | Peñarol              | 82                   | Peñarol | 96                 |                 |                 |  |        |                 |                 |  |
|  | Peñarol              | 82                   |         |                    |                 |                 |  |        |                 |                 |  |
|  | Libertad (S)         | 77                   |         |                    |                 |                 |  |        |                 |                 |  |
|  | Libertad (S)         | 77                   |         |                    |                 |                 |  |        |                 |                 |  |
|  |                      |                      |         |                    |                 |                 |  |        |                 |                 |  |

### Cuartos de final
| 18 de noviembre | Gimnasia Indalo                      | 61–76                                | Quimsa                               | |  |
| 20:00           | Parciales: 7-21, 17-08, 20-22, 17-25 | Parciales: 7-21, 17-08, 20-22, 17-25 | Parciales: 7-21, 17-08, 20-22, 17-25 | |  |
|                 | Estadísticas Samuel Clancy 14        | Pts                                  | Estadísticas 20 Jonatan Treise       | Pabellón: Estadio Gustavo Rodríguez San Martín Árbitros: Alejandro Chiti Juan Fernández Fabricio Vito |  |

| 18 de noviembre | Atenas                                | 91–74                                 | Quilmes                               | |  |
| 22:00           | Parciales: 19-21, 26-19, 27-18, 19-16 | Parciales: 19-21, 26-19, 27-18, 19-16 | Parciales: 19-21, 26-19, 27-18, 19-16 | |  |
|                 | Estadísticas Walter Herrmann 22       | Pts                                   | Estadísticas 29 Facundo Piñero        | Pabellón: Estadio Gustavo Rodríguez San Martín Árbitros: Pablo Estévez Fernando Sampietro Diego Rougier Televisión: TyC Sports |  |

| 19 de noviembre | Regatas Corrientes                               | 82–57                                 | Obras Sanitarias                      | |  |
| 19:00           | Parciales: 15-10, 29-18, 23-12, 16-17            | Parciales: 15-10, 29-18, 23-12, 16-17 | Parciales: 15-10, 29-18, 23-12, 16-17 | |  |
|                 | Estadísticas Henry Mc Hopson 13 Iván Basualdo 13 | Pts                                   | Estadísticas 13 Cedrid Mc Gowan       | Pabellón: Estadio Gustavo Rodríguez San Martín Árbitros: Juan Fernández Fernando Sampietro Diego Rougier |  |

| 19 de noviembre | Peñarol                                             | 82–77                                 | Libertad (S)                          | |  |
| 21:00           | Parciales: 18-14, 23-22, 23-20, 18-21               | Parciales: 18-14, 23-22, 23-20, 18-21 | Parciales: 18-14, 23-22, 23-20, 18-21 | |  |
|                 | Estadísticas Adrían Boccia 17 Leonardo Gutiérrez 17 | Pts                                   | Estadísticas 19 Diego García          | Pabellón: Estadio Gustavo Rodríguez San Martín Árbitros: Pablo Estévez Alejandro Chiti Fabricio Vito Televisión: TyC Sports |  |

### Semifinales
| 20 de noviembre | Quimsa                                | 92–84                                 | Atenas                                | |  |
| 19:00           | Parciales: 12-21, 31-23, 23-23, 26-17 | Parciales: 12-21, 31-23, 23-23, 26-17 | Parciales: 12-21, 31-23, 23-23, 26-17 | |  |
|                 | Estadísticas Jimmy Baxter 19          | Pts                                   | Estadísticas 22 Walter Hermmann       | Pabellón: Estadio Gustavo Rodríguez San Martín Árbitros: Pablo Estévez Juan Fernández Fabricio Vito Televisión: TyC Sports |  |

| 20 de noviembre | Regatas Corrientes                    | 89–96                                 | Peñarol                               | |  |
| 21:00           | Parciales: 16-32, 18-29, 23-15, 32-20 | Parciales: 16-32, 18-29, 23-15, 32-20 | Parciales: 16-32, 18-29, 23-15, 32-20 | |  |
|                 | Estadísticas Paolo Quinteros 23       | Pts                                   | Estadísticas 26 Adrián Boccia         | Pabellón: Estadio Gustavo Rodríguez San Martín Árbitros: Alejandro Chiti Fernando Sampietro Diego Rougier Televisión: TyC Sports |  |

### Final
| 21 de noviembre | Quimsa                                                 | 76–82                                 | Peñarol                               | |  |
| 20:00           | Parciales: 20-20, 27-19, 18-11, 17-26                  | Parciales: 20-20, 27-19, 18-11, 17-26 | Parciales: 20-20, 27-19, 18-11, 17-26 | |  |
|                 | Estadísticas Facundo Campazzo 15 Martín Darío Leiva 15 | Pts                                   | Estadísticas 17 Carlos Sandes         | Pabellón: Estadio Gustavo Rodríguez San Martín Árbitros: Pablo Estévez Alejandro Chiti Fernando Sampietro. Televisión: TyC Sports |  |

Peñarol

Campeón

4.° título